# Hans von Raumer
Hans (Friedrich Wilhelm Ernst) von Raumer est un homme politique allemand, né le 10 janvier 1870 à Dessau (duché d'Anhalt) et mort le 3 novembre 1965 à Berlin.
Membre du Parti populaire allemand (le DVP), il est ministre du Trésor de 1920 à 1921 puis ministre de l'Économie en 1923.

## Biographie
Hans von Raumer, descendant de l'ancienne famille noble bavaroise et, à partir du XVIIe siècle, saxonne von Raumer, est marié depuis 1905 avec Stephanie Gans zu Putlitz (de) (1882-1949), fille du professeur de sciences politiques Stephan Gans zu Putlitz (de) et petite-fille du directeur de théâtre de Karlsruhe Gustav Gans zu Putlitz. Ils ont un fils et deux filles. 